# Gerard McSorley
Gerard McSorley (Omagh, 1950) es un actor irlandés de teatro, televisión y cine. 

## Biografía

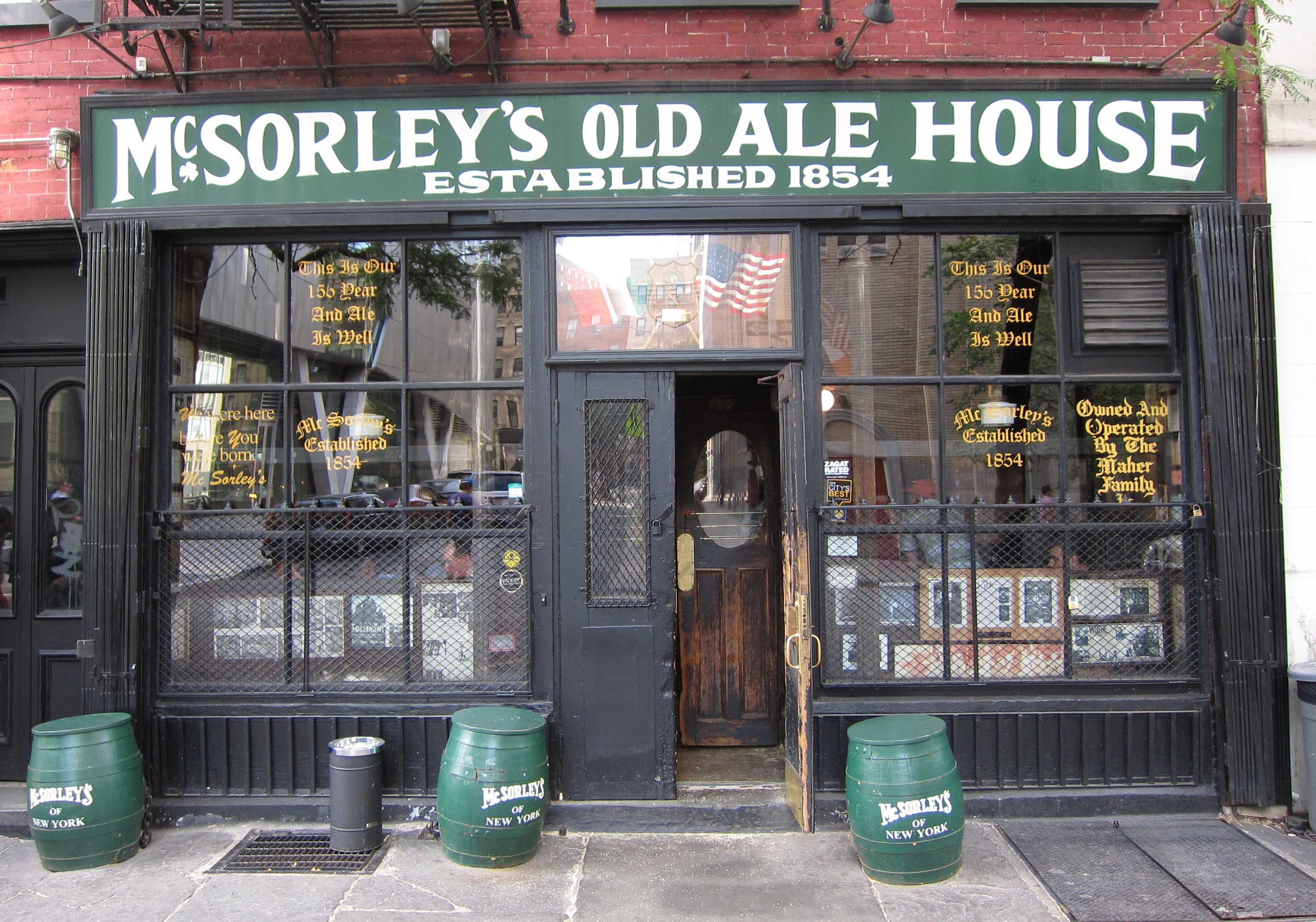
En 2005, la revista New York consideró al pub irlandés McSorley's como uno de los "Top 5 Historic Bars" de la ciudad de Nueva York.

McSorley nació en Omagh, en el Condado de Tyrone, Irlanda del Norte y, tras estudiar en la Christian Brothers School de su ciudad natal, pasó a estudiar en St. Columb's College, en Derry. Más tarde siguió sus estudios en la Queen's University, Belfast, donde tuvo a profesores como Seamus Heaney, entre otros. Vivió muchos años en Gweedore, en el Condado de Donegal.
Pasó gran parte de su carrera trabajando en el teatro Abbey Theatre, en Dublín. Tras representar el papel de Michael Evans en el espectáculo West End y actuar en la película En el nombre del padre (1993), hacia mediados de la década de 1990 McSorley comenzó a atraer más papeles para cine y televisión. Apareció en muchas películas de Hollywood, como Braveheart (1995) o En el nombre del hijo (1996). Uno de sus más célebres interpretaciones fue su papel principal en Omagh, un drama para televisión mostrando el efecto del atentado de Omagh sobre los habitantes de la ciudad. También es conocido por interpretar "Father Todd Unctous" en un episodio del Canal 4 Father Ted. McSorley más recientemente, desempeñó el papel de Robert Aske en la serie dramática Los Tudor.

## Trabajos

### Cine
- Swansong: Story of Occi Byrne (2009)
- Wide Open Spaces (2009)
- Town Creek (2009)
- Rip & the Preacher (2008)
- Mr Crocodile in the Cupboard (2008)
- Anton (2008)
- Hesitation (2007)
- The Front Line (2006)
- Middletown (2006)
- Tell It To The Fishes (2006)
- The Constant Gardener (filme) (2004)
- Inside I'm Dancing (2004)
- The Halo Effect (2004)
- Omagh (2004)
- Dead Bodies (2003)
- eronica Guerin (2003)
- The Wayfarer (2003)
- Bloody Sunday(2002)
- On The Edge (2001)
- Do Armed Robbers Have Love Affairs? (2001)
- Ordinary Decent Criminal (2000)
- Angela's Ashes (1999)
- Agnes Browne (1999)
- Felicia's Journey (1997)
- Dancing at Lughnasa (1998)
- The Boxer (1997)
- The Butcher Boy (1997)
- The Serpent's Kiss (1997)
- Michael Collins (1996)
- En el nombre del hijo (1996)
- Nothing personal (1995)
- Braveheart (1995)
- An awfully big adventure (1995)
- Moondance (1995)
- Widows Peak (1994)
- Words Upon the Window Pane (1994)
- En el nombre del padre (1993)
- Taffin (1988)
- Ángel (1982)
- Withdrawl (1982)
- SOS Titanic (1979)

### Televisión
- The Tudors (2009)
- The Savage Eye (2009)
- Striapacha (2008)
- Damage (2007)
- Teenage Cics (2006)
- Vicious Circle (1999)
- Making The Cut (1998)
- A Christmassy Ted (1996)
- Kidnapped (1995)
- The Governor (1995)
- The Hanging Gale (1995)
- Runway One (1995)
- Shakespeare: The Animated Tales (1994)
- The Investigation: Inside a Terrorist Bombing (1990)
- Act of Betrayal (1988)
- Lapsed Catholics (1987)
- The Rockingham Shoot (1987)
- Bergerac (1985)
- The Irish R.M. (1984)
- Play for Tomorrow (1982)